# Liocarcinus holsatus
Liocarcinus holsatus (Fabricius, 1798) (nome valido per SeaLifeBase)), Polybius holsatus (Fabricius, 1798) (nome valido per WoRMS)), è una specie di granchio della famiglia Polybiidae conosciuto comunemente come granchio volante.

## Anatomia
La larghezza del carapace del granchio nuotatore può variare dai 2-5 cm.  Il carapace ha una struttura grana molto fine che lo rende liscio. Il L. holsatus ha un colore abbastanza variabile, che va dal blu-grigio al grigio-marrone al marrone ruggine. Il bordo anteriore dello scudo posteriore ha tre denti. L'ultimo segmento del quinto pereopode è fortemente appiattito, come con tutti i granchi nuotatori.   

## Distribuzione ed ecologia
Questa specie si presenta su terreni sabbiosi ben ordinati, dalla zona di marea a 100 m di profondità, a volte fino a 400 m. Si tratta di una specie dell'Atlantico orientale trovata dall'Islanda e dalla Norvegia settentrionale fino alla costa meridionale del Portogallo e alle isole Canarie. I granchi nuotatori comuni sono veloci e aggressivi e sono carnivori pronunciati. Mangiano principalmente piccoli crostacei, vermi di setole ed Echinodermi. Anche i molluschi vengono mangiati.
1. ↑   Liocarcinus holsatus, su sealifebase.ca. URL consultato il 5 agosto 2025 ><(((°>[pp]<°)))><.
2. ↑   Liocarcinus holsatus, su marinespecies.org. URL consultato il 5 agosto 2025 ><(((°>[pp]<°)))><.